# トヨタサンホークス愛知
トヨタサンホークス愛知（トヨタサンホークスあいち）は、愛知県豊田市を本拠地とするトヨタ自動車の男子バレーボールチームである。2025-26シーズンはV.LEAGUE MEN 西地区に所属。

## 概要
1946年、愛知県豊田市のトヨタ自動車工業（現・トヨタ自動車）社内にて正式に創部された。1999年V1リーグ（現・Vチャレンジリーグ）昇格。
チーム名『サンホークス』とは、大空で陽を浴びながら悠々と飛ぶ鷹のように猛々しく羽ばたけるよう願いを込められて名付けられた。
事務局はトヨタ自動車本社にあり、練習場は豊田市内のトヨタスポーツセンターにある。練習見学も可能である。トヨタスポーツセンターでホームゲームも開催されることがある。
チームの基本理念は「社業と部活動の両立」であり、創部当時から、就業時間後と休日の練習形態が続いている。

## 歴史
トヨタ自動車工業（現・トヨタ自動車）社内にて、創業間もない1939年頃からバレーボールの好きな従業員が集まり、就業時間後や休日に練習を始めていたのが始まり。1946年8月に愛知県バレーボール協会にチーム登録し、正式に部として発足。1967年に6人制に移行した。1973年にトヨタスポーツセンター体育館が設立された。
1982年に第2回西部地域リーグに初参戦。1990年の第10回大会までに3度の西部地域リーグ準優勝・プレーオフ進出を果たす。しかし、プレーオフでは3位以下に留まった。1991年第11回西部地域リーグでは初優勝を果たす。しかし、プレーオフでは4位となる。第15回、第16回大会でも西部地域リーグで準優勝を果たすが、プレーオフではそれぞれ3位と4位。1998年、第18回大会でも西部リーグ準優勝を果たすが、プレーオフでは4位で終わった。しかし、V1リーグ（現・Vチャレンジリーグ）から多くの廃部チームが出た影響で、V1リーグに繰り上げ昇格となる。
初参戦となった1998/99シーズンの第1回V1リーグは14戦全敗の最下位。入替戦でも警視庁に逆転負けして1年で降格となるが、廃部チームが出た影響で再度繰り上げ昇格となる。1999/2000シーズンの第2回V1リーグでも14戦全敗の最下位となり、入替戦でも連敗し、再度降格となった。しかし、2001年、第21回地域リーグにて、西部地域リーグで優勝し、プレーオフでも初優勝を果たした。入替戦でも逆転勝ちし、1年でV1リーグ復帰を果たした。
2001/02シーズンの第4回V1リーグでは6位に入り入替戦回避した。2002/03シーズンの第5回V1リーグは、廃部チームが多く出たのもあり、自己最高の3位に入る。しかし、2003/04シーズンの第6回V1リーグでは6位に下がる。翌年の第7回大会では7位になり、入替戦で連勝して残留。2004/05シーズンの第8回大会では最下位の8位となり、入替戦でも連敗し降格となる。しかし、V1リーグがV・チャレンジリーグになるタイミングでチーム数を増やすこととなり、繰り上げ再昇格となる。
2006/07シーズン以降、V・チャレンジリーグで下位に低迷していたが、当面は入替戦が行われなかったため、V・チャレンジリーグに所属し続けていた。2013/14シーズン、V・チャレンジリーグで自己最高の8位に入った。2014/15シーズンは13勝9敗と勝ち越し、昨年度からさらに順位を上げて6位に入り、翌年度のV・チャレンジリーグⅠ（V・チャレンジリーグ2部リーグ構成移行後のリーグ1部）参入を確定させた。2015/16シーズンは自己最高3位となった。
2018年、新生V.LEAGUEにて2部のDivision2（V2リーグ）に在籍することとなった。V.LEAGUEライセンスはS2を取得。2018-19シーズン、自己最高の準優勝を果たした（S1ライセンス未保持のためV・チャレンジマッチには出場出来ず）。
2020-21シーズン、新型コロナウイルス感染症流行の影響を考慮して、V2リーグ出場を辞退した。
2021-22シーズン、2シーズンぶりのV2出場となるが、感染者が出たため、2022年1月29日、30日の試合を出場辞退。以降も2月いっぱいまで出場自粛し、計8試合の出場辞退となった。出場した試合では11勝9敗と勝ち越したが、出場辞退した8試合は不戦敗となり、11勝17敗の15チーム中10位となった。それにより、V・チャレンジマッチのV2・V3入替戦に出場することとなった。愛知県同士の対決となったV・チャレンジマッチでは、V3で優勝したアイシンティルマーレに2試合連続でストレートで敗れ、V3降格が確定した。
2022-23シーズン、2023年3月11日、V3男子で優勝を確定させ、V・チャレンジマッチのV2・V3入替戦出場を確定させた。最終的に23勝4敗の成績を挙げた。V2・V3入替戦ではV2男子10位の兵庫デルフィーノに連勝し、V2復帰が確定した（2023年4月19日のVリーグ機構理事会の審議の結果、正式に決定した）。
2024年、新たに生まれ変わるVリーグの初年度である2024-25シーズンのVリーグクラブライセンス申請を辞退した。これはトヨタ自動車完全出資子会社の地域ディーラー・トヨタモビリティ東京がスポンサーとなっているトヨタモビリティ東京スパークルも保有しているため、リーグ規定の「クロスオーナーシップ（複数チーム保有）」禁止 に抵触するためとしており、それにより、2024-25シーズンはVリーグに参加しないこととなった。チームの活動は継続する。
2024-25シーズンは全国6人制リーグ総合男女優勝大会の西部リーグに参加し、4戦全勝でグランドチャンピオンマッチに進出。2試合に勝利し優勝を果たした。
2025年3月19日に行われたJVL理事会においてTM東京スパークルとともに2025-26シーズンのVライセンス交付が承認され、トヨタサンホークス愛知としてVリーグ復帰が内定した。

## 成績

### 主な成績
チャレンジリーグ、チャレンジリーグI/V1リーグ、V.LEAGUE DIVISION2 MEN
- 優勝 なし
- 準優勝 なし

V.LEAGUE DIVISION3 MEN
- 優勝 1回（2022-23）
- 準優勝 なし

黒鷲旗全日本選抜大会
- 優勝 なし
- 準優勝 なし

### 年度別成績

#### Vリーグ / 実業団リーグ・V1リーグ
| 所属     | 年度            | 最終 順位 | 参加 チーム数 | 試合 | 勝 | 敗 |
| -------- | --------------- | --------- | ------------- | ---- | -- | -- |
| V1リーグ | 第1回 (1998/99) | 8位       | 8チーム       | 14   | 0  | 14 |
| V1リーグ | 第2回 (1999/00) | 8位       | 8チーム       | 14   | 0  | 14 |
| V1リーグ | 第4回 (2001/02) | 6位       | 8チーム       | 14   | 4  | 10 |
| V1リーグ | 第5回 (2002/03) | 3位       | 8チーム       | 14   | 9  | 5  |
| V1リーグ | 第6回 (2003/04) | 6位       | 7チーム       | 12   | 4  | 8  |
| V1リーグ | 第7回 (2004/05) | 7位       | 8チーム       | 14   | 3  | 11 |
| V1リーグ | 第8回 (2005/06) | 8位       | 8チーム       | 14   | 2  | 12 |

#### V・プレミアリーグ / V・チャレンジリーグ
| 所属        | 年度    | 最終 順位 | 参加 チーム数 | レギュラーラウンド | レギュラーラウンド | レギュラーラウンド | レギュラーラウンド | ポストシーズン | ポストシーズン | ポストシーズン |
| 所属        | 年度    | 最終 順位 | 参加 チーム数 | 順位               | 試合               | 勝                 | 敗                 | 試合           | 勝             | 敗             |
| ----------- | ------- | --------- | ------------- | ------------------ | ------------------ | ------------------ | ------------------ | -------------- | -------------- | -------------- |
| チャレンジ  | 2006/07 | 9位       | 9チーム       | 9位                | 16                 | 1                  | 15                 | -              | -              | -              |
| チャレンジ  | 2007/08 | 10位      | 10チーム      | 10位               | 18                 | 1                  | 17                 | -              | -              | -              |
| チャレンジ  | 2008/09 | 11位      | 12チーム      | 11位               | 11                 | 2                  | 9                  | -              | -              | -              |
| チャレンジ  | 2009/10 | 10位      | 11チーム      | 11位               | 10                 | 1                  | 9                  | 4              | 1              | 3              |
| チャレンジ  | 2010/11 | 10位      | 11チーム      | 9位                | 17                 | 3                  | 14                 | -              | -              | -              |
| チャレンジ  | 2011/12 | 10位      | 11チーム      | 10位               | 10                 | 2                  | 8                  | 4              | 2              | 2              |
| チャレンジ  | 2012/13 | 10位      | 11チーム      | 10位               | 20                 | 3                  | 17                 | -              | -              | -              |
| チャレンジ  | 2013/14 | 8位       | 11チーム      | 8位                | 20                 | 7                  | 13                 | -              | -              | -              |
| チャレンジ  | 2014/15 | 6位       | 12チーム      | 6位                | 22                 | 13                 | 9                  | -              | -              | -              |
| チャレンジI | 2015/16 | 3位       | 8チーム       | 3位                | 21                 | 11                 | 10                 | -              | -              | -              |
| チャレンジI | 2016/17 | 5位       | 8チーム       | 5位                | 21                 | 9                  | 12                 | -              | -              | -              |
| チャレンジI | 2017/18 | 6位       | 8チーム       | 6位                | 21                 | 8                  | 13                 | -              | -              | -              |

#### V.LEAGUE
| 所属      | 年度    | 最終 順位 | 参加 チーム数 | レギュラーラウンド | レギュラーラウンド | レギュラーラウンド | レギュラーラウンド | ポストシーズン | ポストシーズン | ポストシーズン | 備考            |
| 所属      | 年度    | 最終 順位 | 参加 チーム数 | 順位               | 試合               | 勝                 | 敗                 | 試合           | 勝             | 敗             | 備考            |
| --------- | ------- | --------- | ------------- | ------------------ | ------------------ | ------------------ | ------------------ | -------------- | -------------- | -------------- | --------------- |
| DIVISION2 | 2018-19 | 2位       | 9チーム       | 2位                | 24                 | 19                 | 5                  | -              | -              | -              |                 |
| DIVISION2 | 2019-20 | 4位       | 12チーム      | 4位                | 18                 | 12                 | 6                  | -              | -              | -              |                 |
| DIVISION2 | 2020-21 | -         | 11チーム      | 出場辞退           | 出場辞退           | 出場辞退           | 出場辞退           | -              | -              | -              |                 |
| DIVISION2 | 2021-22 | 10位      | 15チーム      | 10位               | 28                 | 11                 | 17                 | -              | -              | -              | 不戦敗8を含む。 |
| DIVISION2 | 2022-23 | 優勝      | 10チーム      | 1位                | 27                 | 23                 | 4                  | -              | -              | -              |                 |

## 選手・スタッフ(2025-26)

### 選手
| 背番号                                                          | 名前       | シャツネーム | 生年月日（年齢）       | 身長 | 国籍 | Pos | 在籍年  | 前所属                 | 備考         |
| --------------------------------------------------------------- | ---------- | ------------ | ---------------------- | ---- | ---- | --- | ------- | ---------------------- | ------------ |
| 1                                                               | 西村駿佑   | NISHIMURA    | 2001年3月12日（24歳）  | 180  | 日本 | OH  | 2019年- | 市立尼崎高校           |              |
| 2                                                               | 山崎聖空   | YAMAZAKI     | 2005年12月20日（19歳） | 185  | 日本 | OH  | 2024年- | 日本航空高校           |              |
| 3                                                               | 田邉二喜   | TANABE       | 2005年2月15日（20歳）  | 176  | 日本 | S   | 2023年- | トヨタ工業学園         |              |
| 4                                                               | 柴田佳祐   | SHIBATA      | 2005年7月19日（20歳）  | 183  | 日本 | OH  | 2024年- | 弘前工業高校           |              |
| 5                                                               | 柴田康平   | SHIBATA      | 2003年5月1日（22歳）   | 183  | 日本 | MB  | 2022年- | 弘前工業高校           |              |
| 6                                                               | 下村将史   | SHIMOMURA    | 2004年11月16日（20歳） | 180  | 日本 | OH  | 2023年- | 豊橋中央高校           |              |
| 7                                                               | 岸森翼     | KISHIMORI    | 2003年7月28日（21歳）  | 184  | 日本 | MB  | 2022年- | 鹿児島県立川内商工高校 |              |
| 8                                                               | 山岡龍司   | YAMAOKA      | 2001年10月22日（23歳） | 177  | 日本 | S   | 2020年- | 岡谷工業高校           |              |
| 9                                                               | 平野太一   | HIRANO       | 2002年11月27日（22歳） | 185  | 日本 | MB  | 2021年- | 大同大学大同高校       |              |
| 10                                                              | 川端下大   | KAWAHAKE     | 2002年12月1日（22歳）  | 180  | 日本 | OH  | 2021年- | 日本航空高校           |              |
| 11                                                              | 新和真     | NII          | 2006年12月14日（18歳） | 181  | 日本 | OP  | 2025年- | 大同大学大同高校       | 新人         |
| 12                                                              | 石黒拓未   | ISHIGURO     | 1998年6月27日（27歳）  | 187  | 日本 | MB  | 2017年- | 星城高校               | キャプテン   |
| 13                                                              | 西野春音   | NISHINO      | 2005年5月12日（20歳）  | 184  | 日本 | OH  | 2024年- | 岐南工業高校           |              |
| 14                                                              | 下島茉紘   | SHIMOJIMA    | 2006年12月19日（18歳） | 186  | 日本 | MB  | 2025年- | 日本航空高校           | 新人         |
| 16                                                              | 吉岡衛     | YOSHIOKA     | 1998年1月19日（27歳）  | 180  | 日本 | OH  | 2016年- | 松阪工業高校           | 副キャプテン |
| 19                                                              | 大野祐大朗 | OHNO         | 2004年2月9日（21歳）   | 168  | 日本 | L   | 2022年- | 愛媛県立松山工業高校   |              |
| 出典：チーム新体制リリース チーム公式サイト 更新：2025年7月19日 |            |              |                        |      |      |     |         |                        |              |

### スタッフ
| 役職                                                           | 名前     | 備考 |
| -------------------------------------------------------------- | -------- | ---- |
| ゼネラルマネージャー                                           | 伊藤公浩 |      |
| ヘッドコーチ                                                   | 福島孝輝 |      |
| アシスタントコーチ                                             | 近藤浩   |      |
| トレーナー                                                     | 豊田定実 |      |
| マネージャー                                                   | 渕江陵友 |      |
| 出典：チーム新体制リリース チーム公式サイト 更新：2025年7月2日 |          |      |